# 山内氏
山内氏（やまうちし、やまのうちし）は、日本の氏族の一つ。山内首藤氏や、土佐藩主家→華族の侯爵家の山内家を宗家とする土佐山内氏が知られる。山内首藤俊通を祖とする。

## 山内首藤氏
山内氏の祖は美濃国席田郡の郡司を務めていた守部氏の後裔であると考えられており、平安時代後期に藤原氏を名乗り、藤原秀郷の後裔を称するようになった。資清の代になって首藤氏を名乗り、源氏の郎党となった。資清の子資通は源義家に従って後三年の役で活躍したが、資通の曾孫山内俊通が相模鎌倉郡山内庄を領した際に山内姓を名乗り、山内首藤氏と呼ばれるようになった。俊通の妻山内尼は源頼朝の乳母となり、その子山内首藤経俊は頼朝の乳兄弟となった。経俊は一時平家に味方したものの、その後の治承・寿永の乱においては有力御家人の一人として活躍し、伊勢・伊賀の2カ国の守護となった。しかし三日平氏の乱で経俊が守護所から逃亡したために守護を罷免された。

### 備後山内氏
山内首藤氏は1221年（承久3年）に蓮華王院領の備後国地毗庄（現広島県庄原市）の地頭になり、さらに1308年（延慶1年）に経俊の曾孫山内首藤時通の2男通綱の子山内首藤通資は、領家から地毗庄本郷の年貢徴収を地頭請により請け負った。通資は、1316年（正和5年）に一族を率いて所領の地毗庄に下向し、本郷を中心に同地で勢力を築いた。この系統は以降、備後山内氏と呼ばれる。室町時代には守護山名氏の下で備後の守護代を務めたが、応仁の乱以後、山名氏の力が衰えたのに乗じ、備後で独自の勢力を築いた。戦国時代の当主山内直通の孫山内隆通の代には安芸毛利氏に仕え、江戸時代には長州藩の家老として存続した。
経俊の孫宗俊の4男山内首藤清俊は、1243年（寛元1年）に母鶴熊から熊野山領相模国愛甲庄・上総国畔蒜南北庄領主職、備中国穂太庄預所并下司職を譲渡され、一族としての所領を一挙に増やしている。
通綱の2弟山内首藤通忠の系統は、滑氏（滑山内氏）を通称として存続。
通綱の3弟山内首藤通経の系統は、田原氏（田原山内氏）を通称として存続。
通綱の4弟山内首藤通貞の系統は、黒杭氏（黒杭山内氏）を通称として存続。
通資の2弟山内首藤通俊（沙弥浄覚）の系統は多賀村で存続し、多賀氏（多賀山内氏）を通称とした。本家の有力庶家として存続し、戦国時代の当主多賀山通続の代に毛利氏に仕えている。
通資の3弟山内首藤通顕の系統は、竹内氏（竹内山内氏）を通称として存続。

### 奥州山内氏
奥州合戦で桃生郡を賜り、永井城を築き、拠点としたとされる。永正8年(1511年)、首藤貞藤が葛西領に侵攻し、葛西宗清と争った。同年葛西氏に降った。また別の一族は蘆名氏の家臣となった。
2005年、第17代当主の山内丈により、山内一豊の弟、山内康豊のものと見られる「大名よろい」が四万十市に寄贈された。当時の報道によると、奥州山内家は、伊達氏の中級家臣で、よろいは、宮城県涌谷町の実家に伝わったものという。

### 会津山内氏
出自は定かではないが、1300年前後から奥会津（現在の福島県大沼郡金山町横田）にある要害山に築かれた丸山城を本拠としていたと考えられている。要害山麓の横田集落を本拠に野尻・川尻・沼沢・布沢・滝谷・桧原・西方に一族を配し「山内七騎党」と呼ばれる組織により一帯を統治していたとされる。
越後国との国境近くで、山深い谷の村という特殊な土地柄から外部からの侵略を受けにくく、近隣の会津葦名氏や越後上杉氏とも適度な同盟関係を保ち、独自の道を歩んでいた。
15代当主山内氏勝の時に同盟であった葦名氏が伊達正宗に滅ぼされ、伊達正宗は氏勝にも降参を求めたが、氏勝は抗戦を選択。伊達は横田地区を落としたものの複雑な山岳地帯を攻めあぐね、氏勝は水窪城に逃げ、越後の上杉景勝からの援軍を味方にして徹底抗戦を続けた。
その後氏勝は大塩・水窪両城の守備を固め、石田三成からの書状を後ろ盾に伊達軍ととの徹底抗戦を続けた。その三成書状とは、三月には北条征伐の軍を出し、その後ただちに黒川城を攻め落して政宗の首を刎ね、大沼郡伊北は舎弟大学助知行分を安堵する、等の条項を含むものであった。
しかし、時を同じくして秀吉の北条征伐の際には、氏勝は伊達軍と対峙していたため小田原での北条討伐に参加することができなかった。さらに、秀吉が会津に侵攻した際もおりからの病で降参の意思を示すことができなかった。逆に、伊達政宗はそれまでの行状を詫び豊臣への忠誠を誓ったため、秀吉の奥州評定（仕置）においては、山内家は伊達に逆らった葦名氏の家臣として判断されてしまい、石田三成の約束もむなしく所領没収という処分となった。
その後、会津山内一族は離散し、越後国魚沼郡に移り上杉家の家臣となったものや、越後国栃尾郷に逃れたもの、越後国下田郷に逃れたもの、江戸へ出たものなど様々な道をたどったとされる。最後の当主となった山内氏勝は出家して50余名の家族・家臣とともに越後国下田郷（現在の新潟県三条市下田地区）に逃れ、家臣たちは当地で農業などをして生計を立てていたと伝えられる。慶長13（1608）年氏勝逝去の際には出家して禅僧だったため下田郷にある上大浦三大寺で葬儀が行われ、墓は真言宗である同地区の延命寺に立てられた。また、現在でも下田郷地区にはかつて山内家の家臣であったことを言い伝える家が多い。
また、氏勝没後約190年経った1798年には会津山内家の末裔とされる会津藩士・山内藤太輔俊温が、七代前の先祖である氏勝の霊を弔うため15名の側近とともに下田郷延命寺を訪ね、多くの家来末裔たちに歓迎されたという記録が残っている。
子孫にTRFのSAMがいる。

### 土佐山内氏
戦国大名の山内一豊や、幕末の四賢侯の一人でもある山内豊信（容堂）を輩出した土佐山内氏（やまうちし）は、この山内氏の傍流を称している。

### 丹波山内氏
山内氏の本拠地（本貫地）鎌倉に住んでいた山内首藤重俊には、長男・俊業がいた。
俊業は、「和田合戦」で和田義盛に味方をして戦死した山内一族に対して同情的であった。そのため、北条氏からは疑いの目で見られていた。
重俊が、足利又太郎忠綱から委ねられた【丹波紅井郷】と【丹波三宮郷】の地は、忠綱が亡くなり重俊の所領地になっていた。
重俊は、俊業とその家族を心配し、家族の安全を考え、俊業の次男・時業を鎌倉の自分のもとに残し、1213年に俊業と長男の俊直と彼らの家族を、丹波の支配地【丹波紅井郷】（現・京丹波町豊田）に移住させた。
1268年に鎌倉から【丹波三の宮郷】へ移住した重俊の孫の俊家から11代目の山内久豊が嫡男の盛豊とともに丹波を出て尾張に赴いている。これが、山内一豊につながっていく。→土佐山内氏
また、重俊が、幕府から備後国地毘荘の地頭に任命された地が、もう一つの所領地であった。俊業の弟である宗俊の曾孫の「通資」は備後国地毘荘に1336年に移住している。→備後山内氏